# Chaetexorista sororcula
Chaetexorista sororcula är en tvåvingeart som först beskrevs av Villeneuve 1938.  Chaetexorista sororcula ingår i släktet Chaetexorista och familjen parasitflugor.
Artens utbredningsområde är Kongo. Inga underarter finns listade i Catalogue of Life.